# Lanaja
Lanaja és un municipi aragonès situat a la província d'Osca i enquadrat a la comarca del Monegres. Es troba al nord de la depressió de l'Ebre, al costat del barranc de los Paúles, afluent del Flumen, a 369 msnm.